# 독일의 대중교통

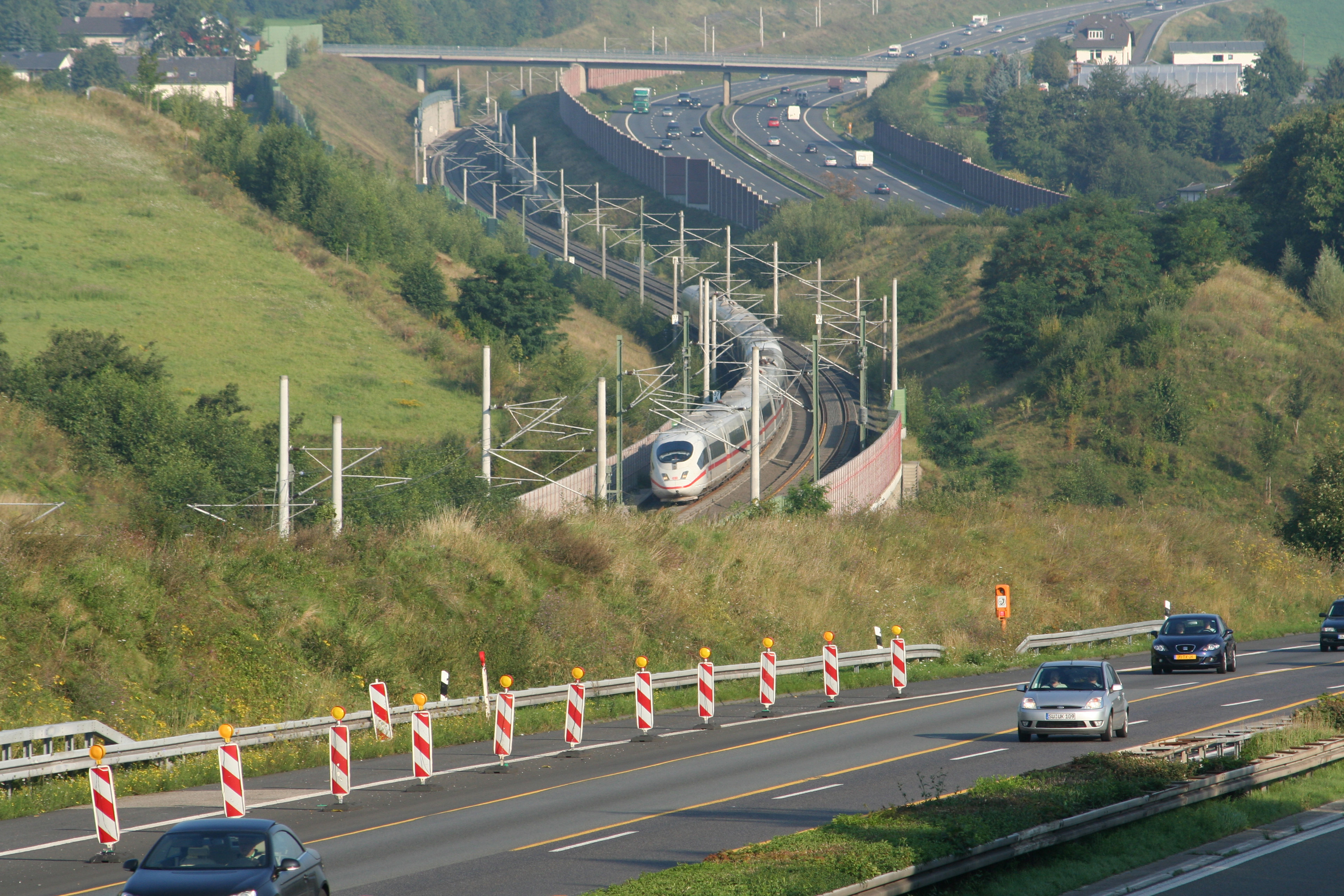

독일의 대중교통은 크게 4가지 버스(Bus), 지하철(U-Bahn) + 광역전철(S-Bahn), 전차(Straßenbahn), 택시(Taxi)로 분류 할 수 있다.

## 버스
독일 버스는 보통 1대의 차량으로 이루어져 있으나 경우에 따라서는(대도시, 인구밀집지역 등) 2대의 차량이 연결되어 있는 버스가 운행되기도 한다. 2층 버스도 존재한다. 다른 국가 버스와 구별되는 독일 버스의 특징은 안전함에 있다. 많은 버스들이 독일의 벤츠 메르세데스 사의 고급 차량을 사용한다. 게다가 버스 기사들은 승객의 안전을 위한 운전법을 따로 교육을 받는다.
요금체계
요금체계는 기본적으로 구간제를 실시하고 있다. 최저요금은 도시마다 다른데 대체적으로 1.5~2 유로 정도이다. (정기권도 존재한다. 아래 설명 참조)

## 지하철, 광역 전철
독일의 지하철은 잘 정비된 편이고(다른 나라에 비해 평균적으로), 좌석 차지 비율(앉을 수 있는 자리)이 높으며, 연착 안 되는 날이 없다. 다만 단점은 노선도 체계가 어렵고 복잡하다. 복잡한 이유의 예를 들면 일반적인 각 나라의 지하철은 한 정거장에서는 대부분 한 노선만 지나가며,  환승역의 경우에도 각각 타는 위치가 다르다. 반면 독일의 지하철은 출발점, 종착점이 같은 노선이 많아서 한 정거장에 다른 노선이 같이 지나간다. 따라서 독일에서 지하철을 탈 경우에는 반드시 그 지하철의 번호를 확인하고 승차해야 한다. 게다가 노선도가 광역 전철 노선도와도 겹쳐져 있어서 노선의 전체적인 파악이 쉽지 않다.

## 전차
전차는 조선의 일제 강점기 때 존재했던 전차의 개념과 유사하다. 유럽 전 지역에서 흔히 볼 수 있듯이 독일에도 존재한다. 정체가 없고, 지하철과 달리 계속해서 도로 위를 달려서 보다 쾌적하게 이동 할 수 있다는 장점이 있다. 하지만 이런 전차는 인구 밀도가 낮거나, 인구 자체가 적은 소도시에서만 운행된다.

## 택시
독일의 택시는 거의 대부분 한국에서의 콜택시 개념으로 운행된다(필요한 경우 특별한 날짜, 시간에 예약도 가능하다.). 기본 요금과 거리에 따른 추가 요금이 매우 비싸다. 이 때문에 독일에서는 택시 이용이 극히 드문 편이다. 한 가지 더 특이한 점은 짐을 옮길 경우에는 택시기사가 옮겨주는데 이에 대해 팁을 지급해야 한다. 보통 택시요금의 10%를 팁으로 지급한다.

## 독일 대중교통 요금 체계와 이용 방법
택시를 제외한 나머지 교통수단들은 단일 승차권으로 이용 가능하다. 버스의 경우는 기사에게 직접구입 해야하고, 지하철, 전철, 전차는 자동매표기나 매표창구에서 구입해야한다. 승객이 이 단일 승차권을 버스는 버스 내의 기계에, 지하철, 전철, 전차는 역 내의 기계에 집어 넣으면 장소,날짜,시각이 찍힌다. 이 날짜와 시각으로부터 2시간이 단일 승차권의 유효기간이다. 이 승차권은 불시에 검사를 하므로 항상 잘 보관해야 한다. 한편, 독일에서는 대중교통 요금이 비싸기 때문에 저렴한가격,편의성을 위해서 대중교통 정기권을 발행한다. 정기권의 종류는 다양하지만 대표적인 네 가지 정기권을 보면 4er-ticket, 9Uhr-ticket, 7Tage-ticket, Monats-ticket이 있다.
1. 4er-ticket
 단일 승차를 4번 할 수 있는 티켓이다. 단일승차권 4장을 사는 것 보다 조금 저렴한 편이다.
2. 9Uhr-ticket
 주중-오전9시~익일새벽3시/주말,공휴일-시간관계없음. 해당 시간대에 무제한 탑승이 가능한 티켓이다. 하루이용권과 한달이용권이 있으며 하루이용권의 가격은 단일승차권의 2.5배 정도이다. 특이한 점은 1인~5인까지를 위한 티켓으로도 분류되어 나온다. 단체로 여행을 가거나 이동을 할 때 매우 유용한 승차권이다.
3. 7Tage-ticket
 사는'주'(지역)의 월요일부터 일요일까지 무제한 대중교통 이용이 가능한 티켓이다. 가격은 구간에 따라 일일 승차권의 6.5~9배이다.    주의할 점은 월요일부터 일요일까지라고해서 7일 이용가능한 것이 아니라는 것이다. 금요일에 샀다면 금요일~일요일 총3일을 이용할 수 있다.
4. Monats-ticket
 한 달 동안 24시간 무제한 대중교통 이용이 가능하다. 이것도 기간이 7Tage-ticket과 마찬가지로 구입날짜 기준이 아닌 특정 월 기준임을 주의해야한다.

## 참고사항
독일은 각 주(지역)마다 대중교통 운영 방식이 조금씩 차이가 있다. 위 글은 독일 전체의 일반적인 대중교통 운영 체계이고, 각 도시마다 여행안내센터가 있으므로 그 곳에서 직접 문의하면 그 지역의 대중교통 체계를 좀 더 자세하고 정확히 알 수 있다.

## 같이 보기
- 독일의 관광